# Mester Edit
Mester Edit (Tiszapalkonya, 1958. május 11. –) magyar színésznő.

## Életpálya
Tiszapalkonyán született, 1958. május 11-én. Elsőre felvették a Színház- és Filmművészeti Főiskolára, Kerényi Imre osztályában végzett 1980-ban. Gyakorlati idejét a Madách Színházban töltötte. Pályáját  Bagossy László hívására a Pécsi Nemzeti Színházban kezdte. Petrik József 1981-ben szerződtette a budapesti Népszínházhoz. 1984-től a nyíregyházi Móricz Zsigmond Színház tagja volt. 1987-2022 között a zalaegerszegi Hevesi Sándor Színház művésze. A Nádasdy Kálmán Színészképző Stúdió-ban sminkelni tanította a növendékeket. 2022-ben nyugdíjba vonult, felhagyott a színészettel és visszaköltözött szülőfalujába.

## Fontosabb színházi szerepei
- Friedrich Schiller: Turandot... Turandot
- Schiller: Ármány és szerelem... Lujza
- Schiller: Az orleansi szűz... Orleansi tanácsúr; csavargó 2.
- Vörösmarty Mihály: Csongor és Tünde... Tünde
- Madách Imre: Az ember tragédiája... Hippia; Heléne; Anya, Éva anyja
- Szigligeti Ede: Liliomfi... Mariska
- Fjodor Mihajlovics Dosztojevszkij: Ördögök... Liza
- Arthur Miller: Alku... Esther Franz
- Miller: A salemi boszorkányok... Walcottné
- William Shakespeare: Macbeth... 2. boszorkány
- Shakespeare: Sok hűhó semmiért... Beatrice
- Shakespeare: Makrancos hölgy, avagy a személyiség megzabolázása... Özvegy
- Molière: Tartuffe... Mariane, Valér szerelme
- Bertolt Brecht: Kurázsi mama és gyermekei... Yvett
- Friedrich Dürrenmatt: Az öreg hölgy látogatása... Polgármesterné; Első Asszony
- Luigi Pirandello: Így van, ha így tetszik... Amalia
- Dario Fo: Egy anarchista véletlen halála... Rendőrfőnöknő
- Illés Endre – Vas István: Trisztán... Brangwaint
- Mihail Sebastian: Névtelen csillag... Cucu kisasszony
- Ken Kesey – Dale Wasserman: Kakukkfészek... Ratched nővér
- Frank Wedekind: A tavasz ébredése... Gáborné
- Ljudmila Petrusevszkaja: Zeneórák... Nyina
- Alekszandr Iszajevics Szolzsenyicin: A kopasz és a lágerkurva avagy /A munka köztársasága/... Bella, fogoly, szakácsnő
- Makszim Gorkij – Morcsányi Géza: Idelenn... Né
- Békeffi István – Stella Adorján: Janika... Malvin
- Eisemann Mihály – Zágon István – Somogyi Gyula: Fekete Péter... Mme Lefebre
- Eisemann Mihály – Szilágyi László: Én és a kisöcsém... Kadelkáné
- Barta Lajos: Szerelem... Nelli
- Háy János: A Gézagyerek... Szomszéd nő, Rózsika korosztálya
- Klaus Mann – Ariane Mnouchkine: Mefisto... Erika Brückner
- Szabó Magda: Sziget-kék... Mami, Valentin édesanyja
- Szabó Magda: Régimódi történet... Bányay Rákhel
- Szabó Magda: Az ajtó... Polett
- Szabó Magda: Abigél... Marszell, Gina nevelőnője
- Móricz Zsigmond: Nem élhetek muzsikaszó nélkül... Veronika
- Molnár Ferenc: Üvegcipő... Roticsné
- Molnár Ferenc: Liliom... Első túlvilági rendőr
- Kálmán Imre: Zsuzsi kisasszony... Olga, az özvegy nővére, zászlóanya
- Kálmán Imre – Békeffi István – Kellér Dezső: Csárdáskirálynő... Klementina, grófnő
- Kálmán Imre: Marica grófnő... Guddenstein Ghlumetz Cecília hercegnő
- Jim Jacobs – Warren Casey: Grease... Miss Lynch
- Vámos Miklós: Vegyes páros... Babus
- Zerkovitz Béla – Szilágyi László: Csókos asszony... Hunyadiné
- Szirmai Albert – Bakonyi Károly – Gábor Andor: Mágnás Miska... Nagymama
- Joseph Stein – Jerry Bock: Hegedűs a háztetőn... Sandel
- Illyés Gyula – Litvai Nelli: Szélkötő kalamona... Rontó anyja
- Alex Koenigsmark: Agyő, kedvesem!... Čuliková
- Andrzej Javien – Karol Wojtyla: Az ékszerész boltja... Teréz, a feleség
- Peter Shaffer : Komédia a sötétben... Miss Furnival, vénkisasszony
- Rideg Sándor: Indul a bakterház... Anya
- Dobozy Imre – Ránki György – Garai Gábor – Vajda Anikó - Vajda Katalin: Villa Negra... Csordásné
- Forgách András: Holdvilág és utasa... Tolnai Sári
- Georges Feydeau: A hülyéje... Mme  Pinchard
- Alfonso Paso: Mennyből a hulla... Rosa
- Egressy Zoltán: Fafeye, a tenger ész... szereplő
- Walter Bobbie – Tom Snow – Dean Pitchford: Footloose... Lulu Warnicker (Ren nagynénje)
- Dale Wasserman – Mitch Leigh – Joe Darion: La Mancha lovagja... Juanita (a fogadósné)
- Erich Kästner – Horváth Péter – Novák János: Emil és a detektívek... Emil anyja
- Fenyő Miklós – Tasnádi István: Made in Hungária... Anya
- Richard Rodgers – Oscar Hammerstein – Howard Lindsay – Russel Crouse: A muzsika hangja... Schweiger kisasszony (a Szent Ágota templom szólistája)
- Jaroslav Hašek – Spiró György: Svejk... Müllerné (Öregasszony)
- Nógrádi Gábor: Az anyu én vagyok!... Rózsi (szomszédasszony)
- Nagy Tibor – Bradányi Iván – Pozsgai Zsolt: A kölyök... Árvaházi felügyelő
- Ray Cooney: A miniszter félrelép... A szobalány
- Ray Cooney: Család ellen nincs orvosság... Mama
- Mikszáth Kálmán: Szent Péter esernyője... Ancsura, Wibra anyja Adameczné
- Tolcsvay László – Müller Péter – Müller Péter Sziámi: Isten pénze... Szakácsnő/Mosónő
- Claude Magnier: Oscar... Charlotte, az új szobalány
- Örkény István: Tóték... Gizi Gézáné
- Dés László – Nemes István – Koltai Róbert – Nógrádi Gábor: Sose halunk meg... Kendőárus a piacon; Nő a lovin
- Szakcsi Lakatos Béla – Csemer Géza: Cigánykerék... Herzfield kisasszony
- David Seidler: A király beszéde... Anyakirályné, Bertie anyja
- Fodor László: Érettségi...  Walter
- Mikszáth Kálmán: A Noszty fiú esete Tóth Marival... Velkovicsné Kohlbrunn Zsuzsanna

## Filmek, TV
- Ítélet előtt (sorozat) Kezdők című rész (1978)
- A versailles-i rögtönzés - Tartuffe (színházi előadás tv-felvétele) (1978)
- Drága jótevőnk (1979)
- Naplemente délben (1980)
- Szerelmem Elektra (1980)
- A doktor úr (színházi előadás tv-felvétele) (1980)
- Gyilkosság a 31. emeleten (1981)
- A tenger boszorkánya (1981)
- Zsebtévé
- Családi kör
- Kicsi a bors… (sorozat) (1983-1984)
- Rideg Sándor: Indul a bakterház (színházi előadás tv-felvétele) (2003)
- Háy János: A Gézagyerek (színházi előadás tv-felvétele) (2007)
- Mikszáth Kálmán: Szent Péter esernyője (színházi előadás tv-felvétele) (2017)

## Díjak, elismerések
- Színházbarátok Köre-díja (1998)